# Homer W. Hall
Homer William Hall, född 22 juli 1870 i Shelbyville i Illinois, död 22 september 1954 i Bloomington i Illinois, var en amerikansk politiker (republikan). Han var ledamot av USA:s representanthus 1927–1933.
Hall efterträdde 1927 Frank H. Funk som kongressledamot och efterträddes 1933 av Frank Gillespie. Hans grav finns på Park Hill Cemetery i Bloomington.